# Fariometra nicippe
Fariometra nicippe is een haarster uit de familie Antedonidae.
De wetenschappelijke naam van de soort werd in 1932 gepubliceerd door Austin Hobart Clark.